# 1876 en photographie
| Années de la photographie : 1873 - 1874 - 1875 - 1876 - 1877 - 1878 - 1879    |
| Décennies de la photographie : 1840 - 1850 - 1860 - 1870 - 1880 - 1890 - 1900 |

Cet article présente les faits marquants de l'année 1876 en photographie.

## Événements
- Joseph Albert met au point la phototypie en couleurs.
- 26 avril : Adolphe Braun crée la Société Adolphe Braun et Cie.
- décembre : Sophia Hoare reprend l'atelier de photographie de son mari à Tahiti[1].
- Frederikke Federspiel ouvre un studio professionnel de photographie à Aalborg au Danemark[2].
- Le photographe français Jean-Eugène Durand, attaché à l’administration des Monuments historiques, prend ses premiers clichés pour cette administration dans le département de Seine-et-Oise.
- Louise Laffon cesse toute activité photographique après 1876[3].

## Photographies notables
- John Thomson réalise les premières photographies de rue dans les quartiers défavorisés de Londres.

## Livres de photographies

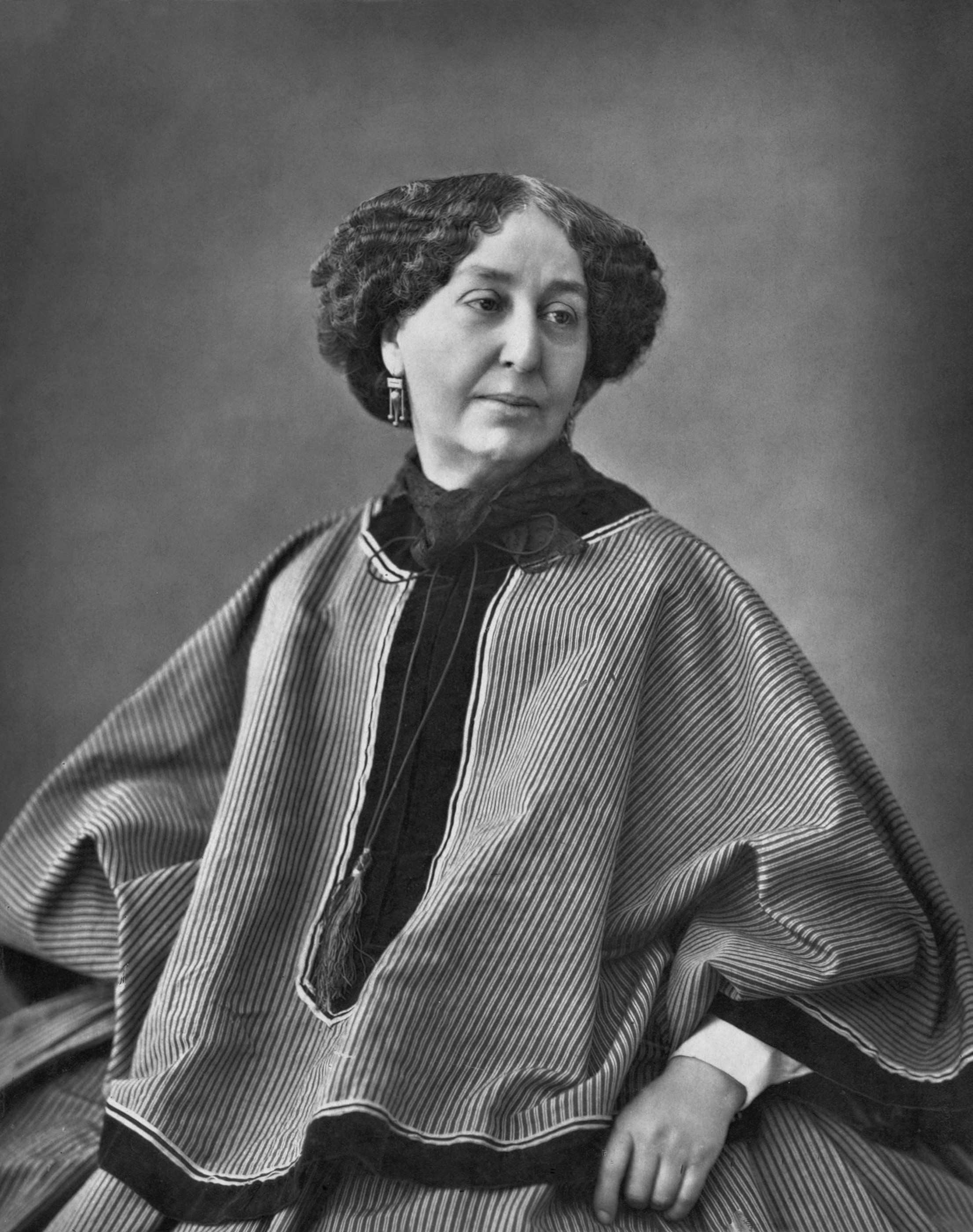
George Sand par Nadar dans La Galerie comtemporaine.

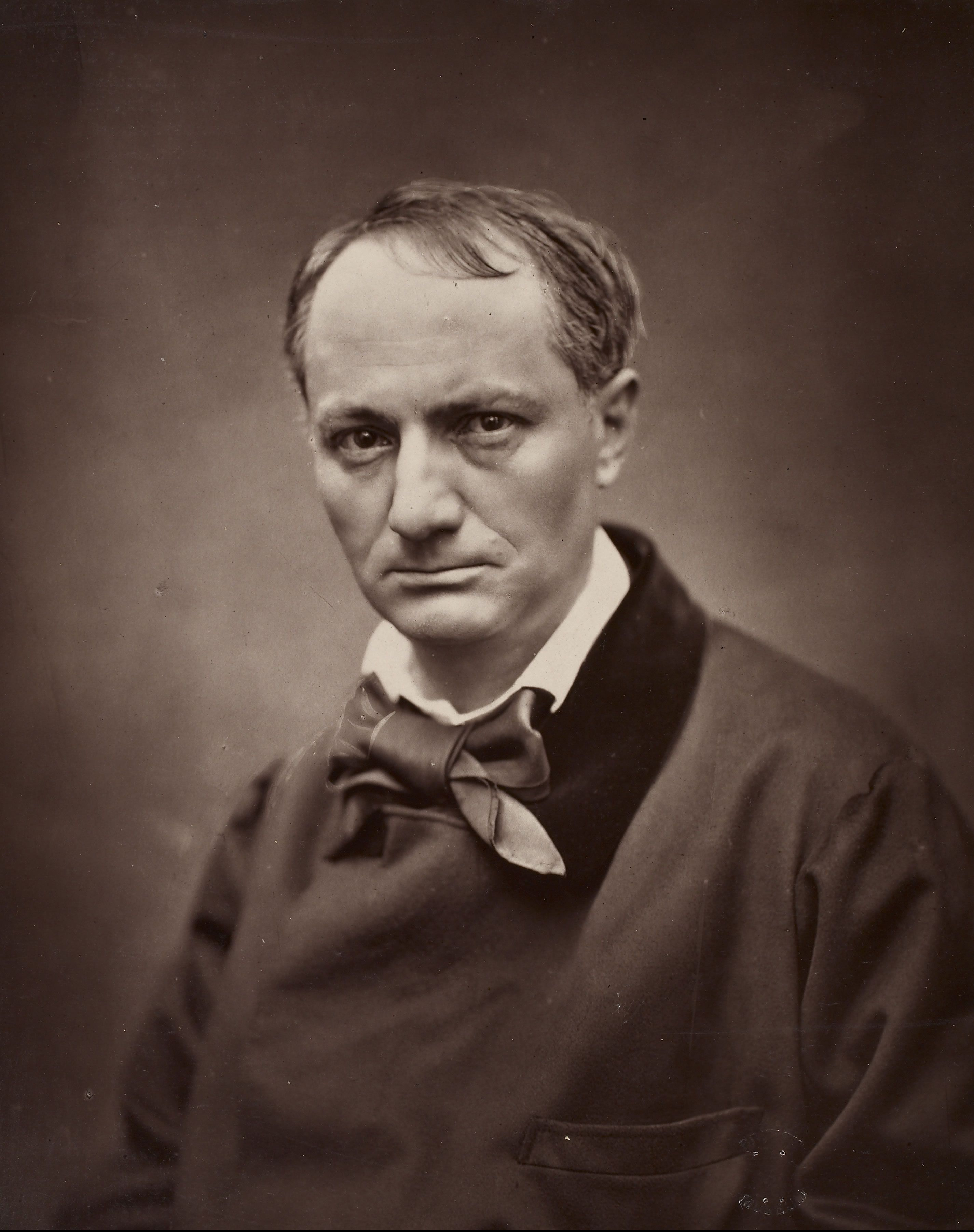
Charles Baudelaire par Étienne Carjat dans La Galerie comtemporaine.

- Début de la publication en livraisons de la Galerie contemporaine littéraire, artistique, Paris, Adolphe Goupil et Ludovic Baschet : série de 241 portraits de Français célèbres des milieux de la politique, de la littérature et des arts ; les livraisons sont hebdomadaires de 1876 à 1880 ; à partir de 1881, l'ouvrage est publié annuellement et consacré presque exclusivement aux peintres ; la publication s'arrête en 1884. Huit photographes dont Nadar, Étienne Carjat et Ferdinand Mulnier y ont participé ; les photographies sont reproduites selon le procédé de la photoglyptie[4].

## Études, essais, articles
- Alphonse Liébert, La photographie au charbon mise à la portée de tous. Nouveau procédé d'impression inaltérable par les sels de chrome ... Description pratique des opérations, Paris, Liébert (coll. « Bibliothèque des actualités industrielles », no  6), 179 p. (En ligne sur Gallica).

## Expositions
- 1er mai - 1er juillet : 11e exposition de la Société française de photographie, Paris.

## Naissances
- 5 janvier : Lucien Bull, inventeur et photographe français, pionnier de la chronophotographie, mort le 25 août 1972.
- 21 janvier : Jean Jové, photographe français d'origine espagnole, mort le 4 décembre 1957.
- 5 mars : Édouard Belin, ingénieur français, inventeur du bélinographe, mort le 4 mars 1963.
- 22 mars : François Antoine Vizzavona, photographe et éditeur français, mort le 26 octobre 1961.
- 27 juin : Gustave Gain, chimiste et photographe français, mort le 26 mars 1945.
- 6 octobre : Jan Bułhak, photographe polonais, pionnier de la photographie en Pologne, mort le 4 février 1950.
- 26 octobre : Fred Hartsook, photographe américain, mort le 30 septembre 1930.
- 17 novembre : August Sander, photographe allemand, mort le 20 avril 1964.
- 26 novembre : Marcel Rol, journaliste et photographe sportif français, fondateur de l'agence Rol, mort le 17 novembre 1905.
- 30 novembre : Miguel Faci Abad, joailler et photographe espagnol, un des fondateurs de la Société royale de photographie de Saragosse, mort en 1959.
- Date précise non renseignée ou inconnue :
  - Geórgios Prokopíou, photographe et réalisateur de documentaires grec, mort le 2 décembre 1940.

## Décès
- 11 mai : Louis-Auguste Bisson, photographe français, né le 21 avril 1814.
- 29 mai : Louis Legrand, photographe français, actif à Shanghai, né le 27 juin 1820.
- 30 mai : Adrien Constant de Rebecque dit Constant Delessert, photographe suisse, né le 22 septembre 1806.
- juin : Philippe-Fortuné Durand, photographe français, né le 1er mai 1798.
- Date précise non renseignée ou inconnue :
  - Mads Alstrup, photographe danois, né en 1808.